# 炒底 (茶餐廳)
炒底是香港與澳門的茶餐廳特色現象，客人點叫飯款不是連飯一起炒的碟頭飯，要求餸菜底下的白飯要用炒的就叫「炒底」。炒底要另外收費，一般為三至五元。